# SlySoft

Logo von SlySoft

SlySoft Inc. war ein Softwareunternehmen mit Sitz in Saint John’s, der Hauptstadt von Antigua und Barbuda. Da einige der Programme von SlySoft Kopierschutzmaßnahmen umgehen, ist der Vertrieb in einigen Staaten illegal.

## Geschichte
SlySoft ging im Juli 2003 mit der ersten Version von AnyDVD online. Das Unternehmen erwarb Rechte an einigen Programmen von dem Schweizer Unternehmen Elaborate Bytes und übernahm Anfang 2007 die Emulationssoftware Game Jackal von der in Australien ansässigen Computerfirma Jacal Consulting. Ab Juni 2007 wurde diese Software ausschließlich von SlySoft weiterentwickelt und vertrieben.
Am 1. Januar 2008 stellte das Unternehmen seine Preise von US-Dollar auf Euro im Verhältnis 1:1 um. Dies kam beim damaligen Dollarkurs einem Preisanstieg von etwa 40 Prozent gleich. SlySoft begründete diese Umstellung mit der Tatsache, dass die Firma ihre Mitarbeiter in Euro bezahle und sich deshalb angesichts des schwachen Dollar-Kurses die Gewinne verringern.
Angekündigt für den 1. Januar 2009 und endgültig umgesetzt am 19. Januar 2009 änderte SlySoft das Lizenzmodell für alle angebotenen Produkte. Neben den deutlich teureren Lizenzen für lebenslang kostenlose Updates gibt es seit der Umstellung auch Update-Abonnements mit wahlweise einem, zwei, drei oder vier Jahren Laufzeit. Derart lizenzierte Produkte dürfen ebenfalls lebenslang genutzt werden, sind nach dem Auslaufen des Abonnementzeitraums allerdings nicht mehr updateberechtigt.
Im November 2010 behauptete SlySoft, ab 1. Januar 2011 keine Lizenzen mit lebenslanger Updateberechtigung mehr anzubieten. In einer im Forum veröffentlichten und per E-Mail an alle registrierten Nutzer verschickten Ankündigung hieß es, man kündige diesen Schritt frühzeitig an, um allen Interessenten eine Chance zum Erwerb eines lebenslangen Update-Abonnements zu geben. Zu Beginn des Jahres 2011 wurde die angeblich letzte Möglichkeit zunächst bis 3., dann bis zum 4. Januar verlängert, anschließend wurden sämtliche Ankündigungen bezüglich der Lizenzumstellung kommentarlos gelöscht und alle bisherigen Lizenzen weiterhin unverändert angeboten.
Seit 23. Februar 2016 ist die Webseite des Unternehmens nicht mehr erreichbar. Am darauffolgenden Tag gab SlySoft seine Auflösung bekannt. Begründet wurde dies mit den andauernden Rechtsstreitigkeiten mit den Lizenzverwaltern des Blu-Ray-Kopierschutzes AACS LA. Am 1. März 2016 wurde die Internetseite von slysoft.com auf redfox.bz geändert – begründet wurde dieser Schritt damit, dass die bisherigen Mitarbeiter die Programme unter dem Namen RedFox neu beleben möchten.

## Rechtliches
Inhaber von Webseiten, die SlySofts Internetseite verlinkt hatten, wurden von der Kanzlei Waldorf abgemahnt. Am 14. Oktober 2010 entschied der Bundesgerichtshof nach einem Revisionsverfahren des Heise-Verlags gegen Vertreter der Musikindustrie, dass die Linksetzung als der reinen Informationsbeschaffung dienendes Fußnotenäquivalent grundsätzlich zulässig ist. Mit diesem Urteil wurden gegenteilige Entscheidungen niedrigerer Instanzen verworfen und die Klage der Musikindustrie in allen Punkten abgewiesen.

## Produkte
- AnyDVD
- CloneCD
- CloneDVD (nur Vertrieb, Entwickler ist Elaborate Bytes)
- CloneDVD mobile (Konvertierprogramm)
- CloneBD (nur Vertrieb, Entwickler ist Elaborate Bytes)
- Game Jackal
- ReClock (Programm zur Verhinderung der PAL-Beschleunigung, Freeware)
- Virtual CloneDrive (virtuelle CD-/DVD-Laufwerke, Freeware)

## Einzelbelege
1. ↑  Euro bringt mehr Umsatz als Dollar, Artikel auf computerwelt.at, am 3. Dezember 2007
2. ↑  SlySoft announces new update policy (Memento vom 19. Januar 2009 auf WebCite), Pressemitteilung vom 1. Dezember 2008.
3. ↑  Artikel auf BetaNews (engl.)
4. ↑  wörtliches Zitat der englischen Version
5. ↑  Archivierte Kopie (Memento vom 25. Februar 2016 im Internet Archive)
6. ↑  Heise vs. Musikindustrie: Bundesgerichtshof verwirft Link-Verbot, Artikel auf Heise Online 15. Oktober 2010.